# Яга (Иркутская область)
Яга (Усть-Яга; тайг. Jaga — «река») — участок (населённый пункт) в Нижнеудинском районе Иркутской области. В настоящее время входит в состав Каменского муниципального образования. Ранее был центром Неройского сельсовета и относился к Тофаларии. В настоящее время в число населённых пунктов Тофаларии обычно не включается.

## География
Находится в 55 км по прямой и в 80 км по старой конной дороге от районного центра — города Нижнеудинска, в 70 км от Ука, на правом берегу реки Бирюса к северу от устья одноименной реки.

## Топонимика
Название Яга имеет самодийское происхождение, его следует сопоставлять с мат. čaga, тайг. jaga — «река», сравните также нен. яха — то же.

## История
Предположительно, в 1939 году посёлок Яга стал центром вновь образованного Неройского сельсовета. Проживали здесь преимущественно русские. Занимались местные преимущественно охотой и рыболовством, объединившись в промыслово-рыболовецкую артель «Большевик», некоторые жители работали также на золотых приисках.
К 1950 году артель была преобразована в колхоз, который на тот момент испытывал серьёзные финансовые трудности. По состоянию на 1952 год в посёлке функционировали метеостанция, аэропорт, рудоуправление, начальная школа и клуб. В школе работала одна учительница, насчитывалось 4 ученика, родители которых нигде официально не работали. В 1952-1953 учебном году школа была ликвидирована. Жители посёлка проживали в бараках.
В 1952 году по просьбе жителей в связи с нерентабельностью ведения здесь сельского хозяйства по причине сурового климата и отсутствия сенокосных угодий Неройский сельский совет сменил статус на поселковый.
Данные о точной дате упразднения Неройского сельсовета отсутствуют, как и сведения о дальнейшей жизни его населения.

## Современное состояние
В настоящее время в посёлке отсутствует какая-либо социальная инфраструктура, здесь нет даже магазина, проживают промысловики.

## Население
| 2002 | 2010 | 2011 | 2012 |
| ---- | ---- | ---- | ---- |
| 1    | ↗4   | →4   | →4   |